# Wielowieś (gromada w powiecie gliwickim)
Wielowieś – dawna gromada, czyli najmniejsza jednostka podziału terytorialnego Polskiej Rzeczypospolitej Ludowej w latach 1954–1972.
Gromady, z gromadzkimi radami narodowymi (GRN) jako organami władzy najniższego stopnia na wsi, funkcjonowały od reformy reorganizującej administrację wiejską przeprowadzonej jesienią 1954 do momentu ich zniesienia z dniem 1 stycznia 1973, tym samym wypierając organizację gminną w latach 1954–1972.
Gromadę Wielowieś z siedzibą GRN w Wielowsi utworzono – jako jedną z 8759 gromad na obszarze Polski – w powiecie gliwickim w woj. stalinogrodzkim, na mocy uchwały nr 18/54 WRN w Stalinogrodzie z dnia 5 października 1954. W skład jednostki weszły obszary dotychczasowych gromad Błażejowice, Czarków, Kieleczka i Wielowieś ze zniesionej gminy Wielowieś w tymże powiecie. Dla gromady ustalono 27 członków gromadzkiej rady narodowej.
20 grudnia 1956 województwo stalinogrodzkie przemianowano (z powrotem) na katowickie.
1 stycznia 1958 do gromady Wielowieś przyłączono wieś Sieroty z przysiółkami Chwoszcz i Żabinka ze zniesionej gromady Sieroty w tymże powiecie.
1 stycznia 1969 do gromady Wielowieś włączono wieś Borowiany ze zniesionej gromady Kielcza w powiecie strzeleckim w woj. opolskim.
Gromada przetrwała do końca 1972 roku, czyli do kolejnej reformy gminnej. 1 stycznia 1973 w powiecie gliwickim reaktywowano gminę Wielowieś.